# Strzemiączko

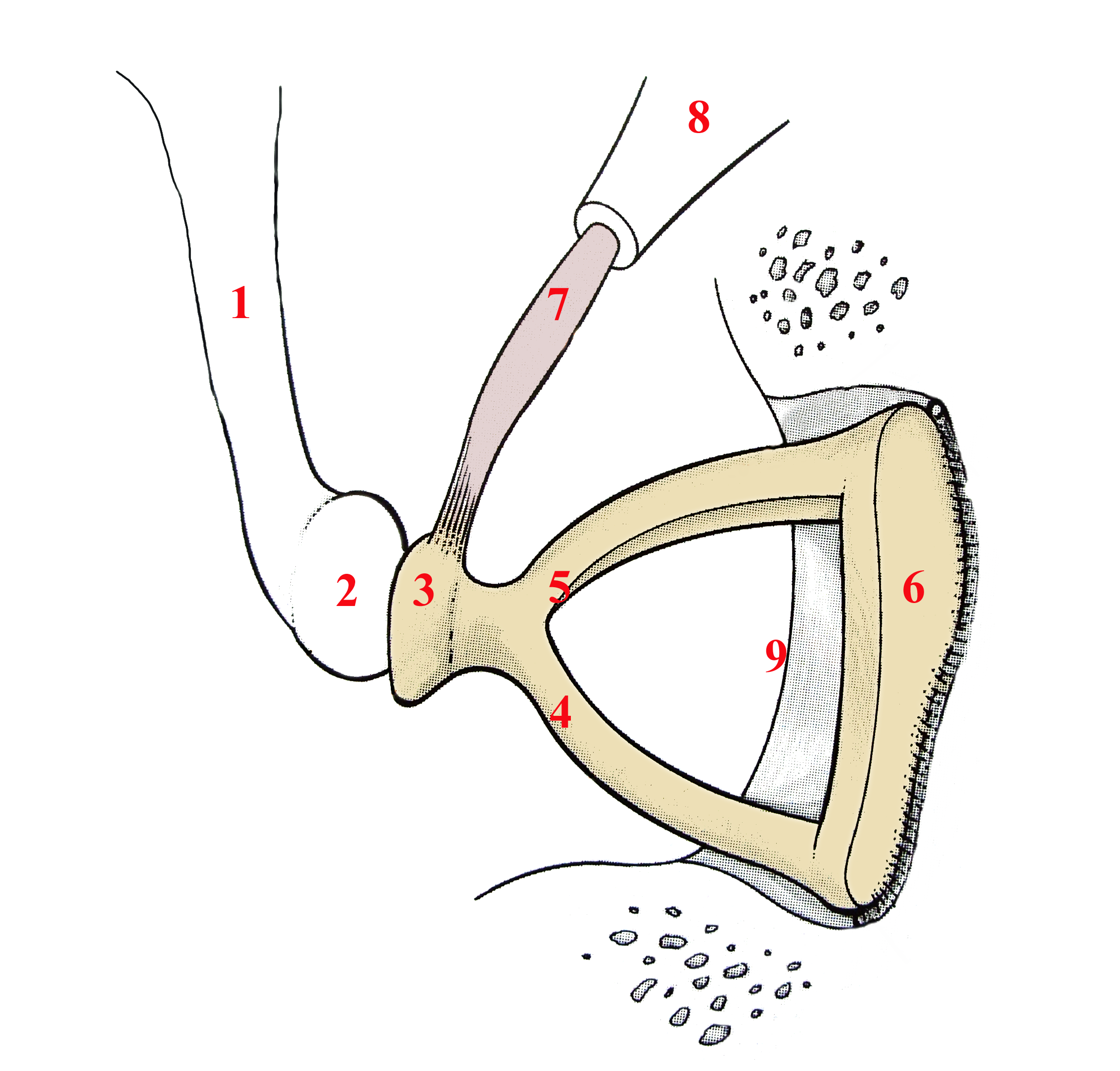
Strzemiączko (stapes) – (3) głowa strzemiączka, (4) odnoga donosowa, (5) odnoga doogonowa, (6) podstawa strzemiączka

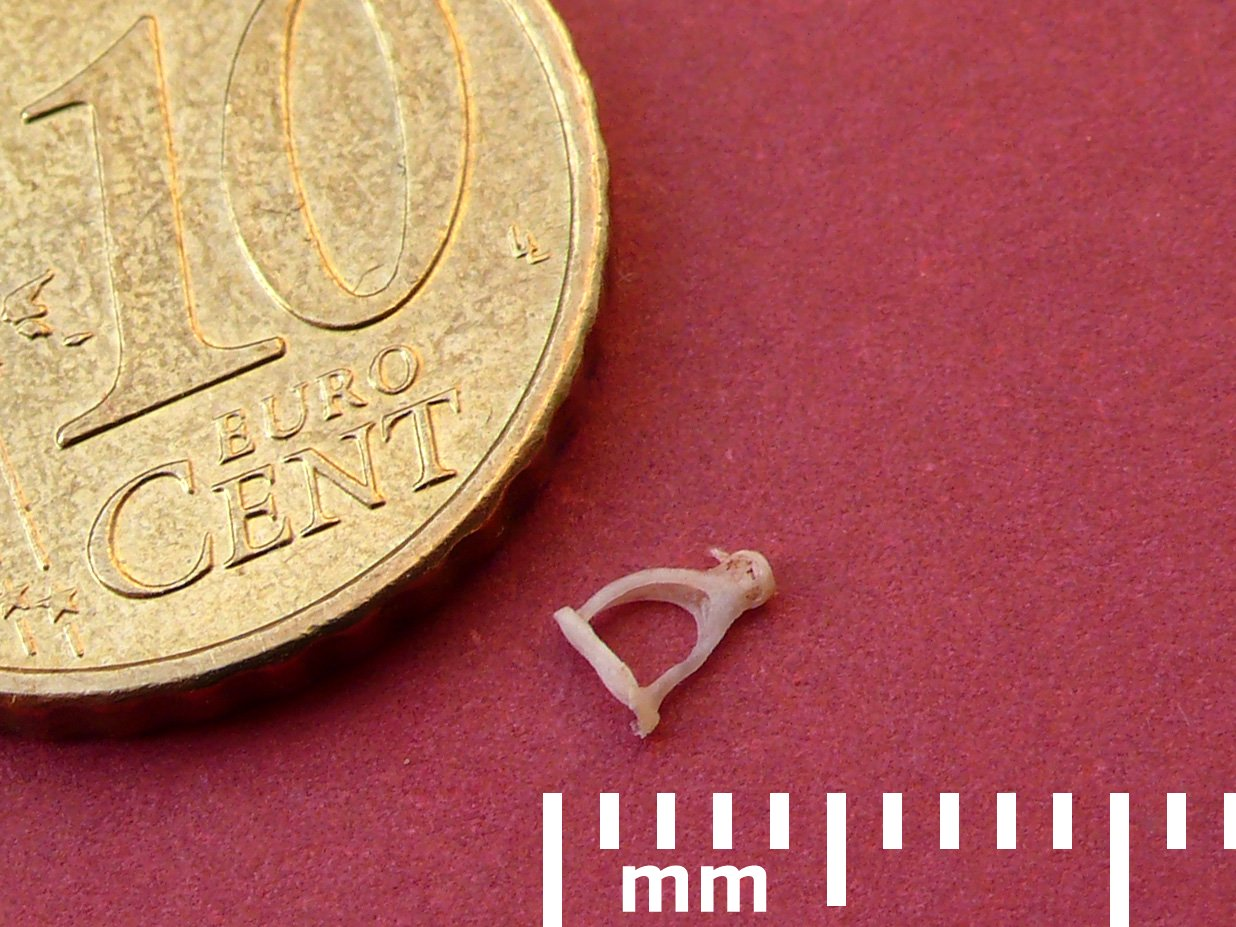
Wielkość strzemiączka w porównaniu do monety.

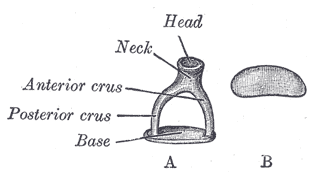
Schemat budowy strzemiączka

Strzemiączko (łac. stapes) – jedna z trzech (obok młoteczka i kowadełka) kosteczek słuchowych. Wraz z pozostałymi kosteczkami słuchowymi jest odpowiedzialne za przekazywanie drgań błony bębenkowej do ucha wewnętrznego. Strzemiączko jest najmniejszą kością ciała ludzkiego, mającą długość około 3 mm.
W ewolucji po raz pierwszy strzemiączko pojawiło się jako przekształcenie kości gnykowo-żuchwowej u wczesnych tetrapodów. Najstarsze znane strzemiączko odnaleziono u późnodewońskiej akantostegi. Badania rozwoju zarodkowego oraz szereg form kopalnych dowodzą, że w drodze kolejnych przekształceń w linii prowadzącej do ssaków zminiaturyzowane kości oddzieliły się od żuchwy i zostały wciągnięte do ucha środkowego. Strzemiączko występujące u niessaczych tetrapodów bywa nazywane kolumienką (łac. columella auris).
U ssaków strzemiączko ma wyraźną budowę strzemienia (stąd nazwa). W jego budowie wyróżnia się głowę strzemiączka (caput stapedis), odnogę donosową (crus rostrale) i odnogę doogonową (crus caudale), które tworzą podstawę strzemiączka (basis stapedis) osadzoną w okienku przedsionka (fenestra vestibuli).
Dla celów otochirurgii w chirurgii strzemiączka dzieli się ono na 2 części:
- suprastruktura strzemiączka – obejmująca główkę i odnogi (przednią i tylną)
- infrastruktura strzemiączka – którą jest podstawa (płytka) strzemiączka.